# La Maison des juges
La Maison des juges est une pièce en trois actes de Gaston Leroux, écrite en 1906 et représentée pour la première fois au Théâtre de l'Odéon le 26 janvier 1907.

## Intrigue
Reprise d'une partie de la critique de Nozière dans le Gil Blas du 27 janvier 1907 : 
« La Maison des Juges, c'est la demeure de la famille Lamarque. Depuis de longues générations, les Lamarque occupent de hautes fonctions dans la magistrature. Ils sont l'honneur du Palais. Louis Lamarque, qui a une soixantaine d'années, préside une chambre de la Cour de cassation. Son fils Jean est avocat général à Paris ; le cadet, Marie-Louis est substitut à Melun. Le père de Louis Lamarque a cent ans ; il vit confiné dans son appartement comme le burgrave Job dans sa tour. On le voit rarement ; on l'entend marcher de long en large dans sa chambre comme Jean Gabriel Borkmann, le héros à Ibsen. Cet aïeul, Petrus Lamarque, a vécu en des temps difficiles. Sous un procurateur qui dompta la Révolution, — peut-être sous M. Thiers qui décima les Communards. — Petrus Lamarque envoya sans pitié à la mort des centaines de Français. Il fut l'auxiliaire farouche et dévoué du parti de l'ordre. On s'apprête à célébrer pompeusement son centenaire. »

## Les personnages
- L’ancêtre Pétrus Lamarque, 100 ans.
- Le président Louis Lamarque, fils de Pétrus, président de chambre à la Cour de cassation, 60 ans.
- Jean Lamarque, avocat général, fils de M. le président, 35 ans.
- Marie-Louis Lamarque, procureur de la République à Melun, 2e fils du président, 27 ans.
- Petit-Pierre, fils en bas âge de Jean, 8 ans.
- Le Réquisiteur Général, équivalent à procureur général.
- Le Grand Réquisiteur, équivalent à procureur de la République.
- Le conseiller Lambert.
- Le juge de Faber, vice-président de chambre au tribunal correctionnel.
- Le juge Paté, juge au tribunal correctionnel.
- Le Bâtonnier.
- Me Aga, avocat à la cour.
- Abel Leperrier, juge d’instruction.
- Bernard, appariteur au barreau de Paris.
- Béatrice, femme de Jean.
- La belle Mme Lambert, femme du conseiller Lambert, cheveux blancs.
- Nanette, vieille servante de la maison des juges.

Explication d'Émile Max dans la rubrique Les Premières parue dans Le Radical du 27 janvier 1907 :
« Les mots procurateur et réquisiteur ont été employés intentionnellement par l'auteur, dans la pensée de faire passer l'action de sa pièce dans un pays vague et non déterminé »

## Distribution
Distribution de la première au Théâtre de l'Odéon, mise en scène par André Antoine :
- Fernande Van Doren, dans le rôle de Béatrice,
- Paul Chelles, dans celui du Président Louis Lamarque,
- Maxime Desjardins, dans celui de Jean Lamarque,
- Henri Rollan, dans celui de Marie-Louis Lamarque,
- Henri Desfontaines, dans le rôle de Bernard,
- Léon Bernard, dans le rôle du conseiller Lambert,
- Delphine Renot, dans celui de Mme Lambert,
- Marcel Lévesque, dans celui de Me Aga,
- Marcelle Jullien, dans celui de Nanette.